# Acanthopholis horridus
Acanthopholis horridus Huxley, 1867 era un dinosauro poco noto, ma insolitamente popolare nella letteratura divulgativa. Nonostante i suoi resti fossili siano davvero scarsi e nessuna ricostruzione particolareggiata di questo animale sia davvero attendibile, Acantopholis è stato comunque classificato come un anchilosauro, ovvero uno di quei dinosauri erbivori e corazzati facenti parte dell'ordine degli ornitischi. Variamente accostato alle famiglie dei Polacantidi e dei Nodosauridi, questo grosso erbivoro viveva nella parte finale del Cretacico inferiore in Inghilterra.